# Umiujaq (terre réservée inuite)
Pour Umiujaq (village nordique), voir Umiujaq.
Umiujaq est une terre réservée inuit du Nunavik, dans l'administration régionale Kativik, dans la région administrative du Nord-du-Québec, au Québec.
Umiujaq est également le nom d'un village nordique.

## Démographie
| 2001 | 2006 | 2011 | 2016 |
| ---- | ---- | ---- | ---- |
| 0    | 0    | 0    | 0    |